# Linda Schele

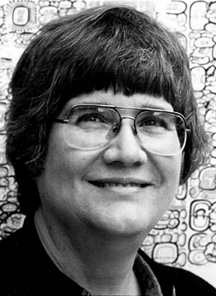
Linda Schele, 1994

Linda Schele (* 30. Oktober 1942 in Nashville, Tennessee; † 18. April 1998 bei Austin) war eine führende Maya-Expertin, die eine bedeutende Rolle im Entzifferungsprojekt der Maya-Hieroglyphen spielte.
Schele studierte Pädagogik und Kunst an der University of Cincinnati, mit einem Bachelorabschluss 1964 und einem Masterabschluss in Kunst 1968. Danach lehrte sie bis 1980 Bildende Kunst („Studio Art“) an der University of South Alabama, zuletzt als Professorin. Bei einem Besuch in Palenque, das sie im Auftrag ihrer Universität fotografieren sollte, begann ihre Faszination für die Maya-Zivilisation. Sie studierte bei der Maya-Expertin Merle Greene Robertson (1913–2011) und entzifferte mit Peter Mathews Teile der Königsliste von Palenque (1973). Nach Forschungstätigkeit als Fellow für präkolumbianische Studien in Dumbarton Oaks ging sie an die University of Texas in Austin, wo sie 1980 promovierte („Maya Glyphs: The Verbs“, 1982). Bereits 1977 gründete sie dort den Maya Hieroglyphic Workshop, woraus ein international führendes Forschungsprojekt zur Entzifferung der Maya-Hieroglyphen wurde („Maya Meetings“ in Texas). Zentrales Kommunikationsmittel der Maya-Forschung waren von ihr mit herausgegebene Notes wie in den 1980er Jahren zu Copán oder in den 1990er Jahren die „Texas Notes“. Sie blieb an der University of Texas, wo sie zuletzt „John D. Murchison Regents Professor of Art“ war. 1998 starb sie an Bauchspeicheldrüsenkrebs. Vor ihrem Tod stiftete sie für eine Professur über Mesoamerikanische Kunst an der University of Texas at Austin.
Sie organisierte auch wichtige Maya-Ausstellungen, z. B. „The Blood of Kings – A New Interpretations of Maya Art“ (mit Mary Miller), das 1986 im Kimbell Art Museum in Fort Worth eröffnete, trat viel in Fernsehsendungen zu den Maya auf und schrieb populärwissenschaftliche Bücher über die Maya, die teilweise Bestseller wurden. Schele setzte sich auch für die Einbeziehung der Indio-Nachfahren der Mayas in Guatemala und Mexiko in die Maya-Forschung ein und organisierte dort ab 1988 mit Nikolai Grube und Frederico Fahsen Workshops, in denen sie diesen die Maya-Kultur näherbrachte, was auch dazu dienen sollte, die Sensibilität für Raubgrabungen zu erhöhen.
Schele war seit 1968 mit David Schele verheiratet, einem Architekten in Austin, der sich auf den Bau von Krankenhäusern spezialisierte.

## Schriften
- mit Peter Mathews „The Bodega of Palenque“, Chiapas, Mexiko 1979
- Maya Glyphs: The Verbs 1982, University of Texas Press 1994
- mit Mary Ellen Miller: The Blood of Kings- dynasty and ritual in Maya Art, Ausstellungskatalog 1986
- mit David Freidel A Forest of Kings – the untold story of the ancient Maya, New York, Morrow 1990
- mit Freidel, Scheffner „Die unbekannte Welt der Maya“, Albrecht Knaus 1991
- mit Freidel, Joy Parker Maya Cosmos – three thousand years on the Shaman´s Path, Morrow 1993
- mit Jorge Perez de Lara Hidden Faces of the Maya 1997
- mit Peter Mathews The Code of Kings, 1998